# 土佐電気鉄道910形電車

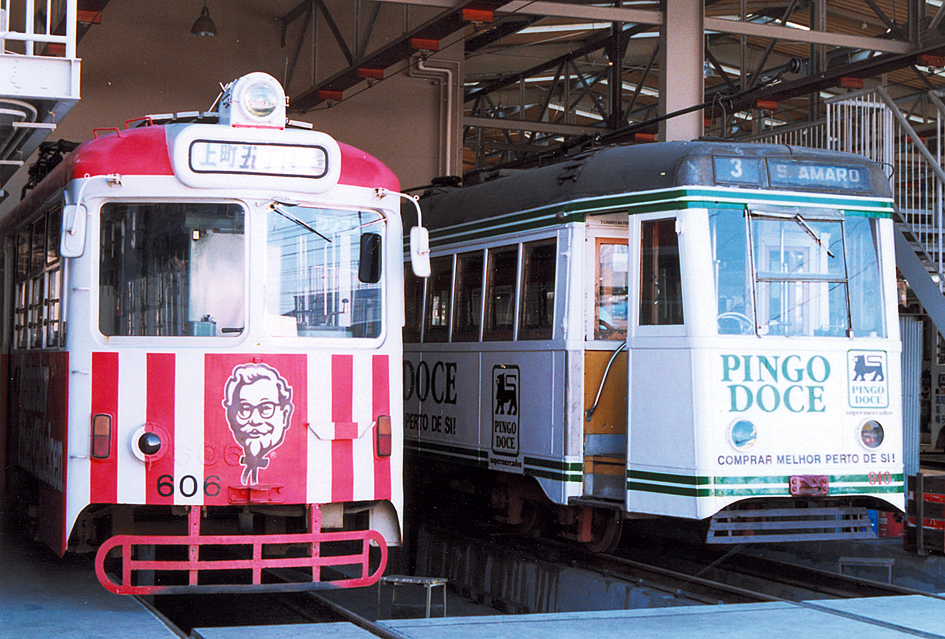
整備中の910号（右）（1990年）

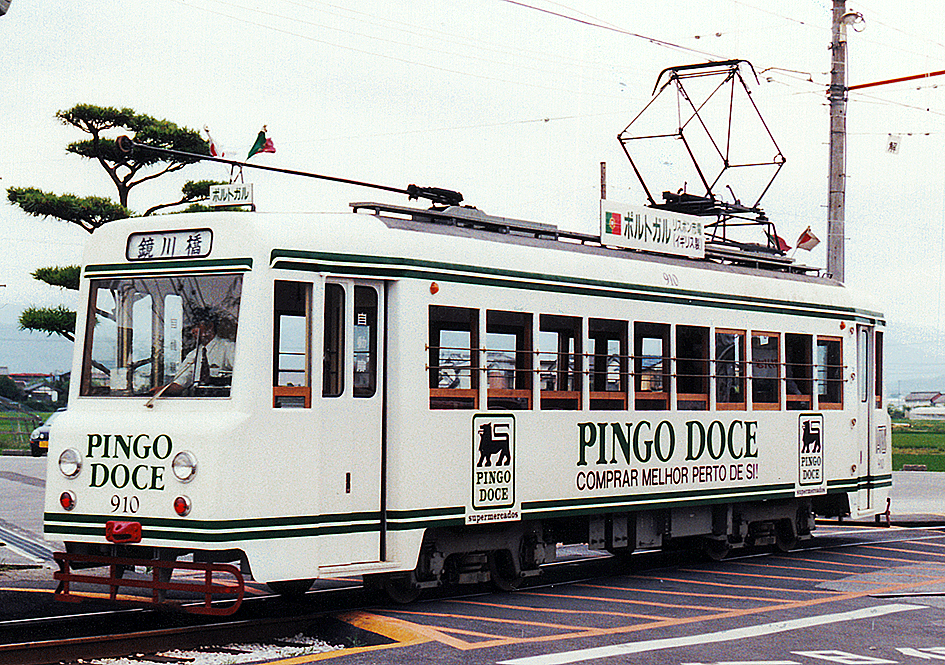
910号（後免町、1994年）

土佐電気鉄道910形電車（とさでんきてつどう910がたでんしゃ）は、とさでん交通に在籍する路面電車車両である。

## 概要
1990年（平成2年）より路面電車活性化のために始められた外国電車導入の一環として、土佐電気鉄道時代の1994年（平成6年）3月17日に運行が開始された。もとポルトガル・リスボン市電であり、現地の工場で1947年（昭和22年）に製造された。なお、この形式が現在のところ、土電が導入した最後の外国電車となっている。
車体は12m級2扉（前後扉）の普通鋼製となっている。土佐電気鉄道での運行を開始するのに先立ち、桟橋工場で以下の大規模な改造工事が行われた。
- もとは軽量化のため車体の一部にアルミ、グラスファイバーなどが使われていたが、改造により鋼製化。これにより屋根の色が黒から白に変わった。
- 軌間をリスボン時代の914mmから土電の1,067mmに変更するため、台車を西鉄北方線331形のもの (KL-11B) に交換。
- 集電装置は前後に1本ずつポールが取り付けられていたが、パンタグラフに変更。ポールは非パンタグラフ側の1本のみダミーで存置された。
- 前面窓を3枚窓から1枚窓に変更。また前面窓両脇の小窓も若干位置を移動の上縦幅を拡大、形状も台形から長方形に変わっている。
- 前面窓下にはボンネット状の出っ張りを設けた。
- 前面窓上には左側に系統番号表示幕、右側に行先方向幕が取り付けられていたのを、中央に行先方向幕のみ配置に変更。
- 前照灯は前面下部両側からボンネットの設置に伴い、ボンネット上部両側に移設し、その下に尾灯・標識灯を縦型2灯配置で設置した。これら前面の改造により改造後の前面の印象は自社1000形に近いものとなった。
- 乗降扉を1枚引戸から2枚引戸に変更し、ドアエンジンを設置した。

これらの改造で車体のほとんどの部分に手が入り、かなり車体新製に近い形となっている。
内装はリスボン時代に比較的近く、赤色の転換クロスシートが並んでいる。車体塗装はリスボン時代のスーパーマーケットの全面広告塗装と前面を除き同じもの（前述の改造により車体前面のレイアウトが変更されたため）となっている。
機器類はイギリス製で、リスボン時代のものが引き続き使われている。
上記のような改造により、土電が保有している外国電車の中では仕様が比較的他の一般車に近くなったこともあり、外国電車の中ではもっとも稼働率が高い。後述の通り2009年より定期運用を休止しているが、2012年には土休祝日限定ながら運行が復活している。

## 運用
桟橋線・駅前線を中心に運用されていた。2009年1月よりICカード乗車券「ですか」が導入されたため、ICカード対応機器の設置非対応だった本形式は定期運用から外れている。